# Psychic Warfare
Psychic Warfare è l'undicesimo album in studio della band statunitense Clutch, pubblicato il 2 ottobre 2015 e prodotto dalla casa discografica di proprietà del gruppo, la Weathermaker.

## Il disco
L'album è stato pubblicato sia in formato CD che in edizione speciale in vinile. È stato prodotto e mixato da Machine, pseudonimo di Gene Freeman, che ha lavorato con i Clutch anche nei precedenti Pure Rock Fury, Blast Tyrant e Earth Rocker.
Il disco si avvale inoltre della copertina e delle immagini di Dan Winters, che ha lavorato con il gruppo sin dal loro disco di esordio.
Psychic Warfare ha raggiunto la posizione numero uno nelle classifiche Billboard dei migliori album rock e hard rock, nonché la numero due nella classifica degli album indipendenti e la numero undici nella Billboard 200: considerando tali valutazioni e le 26'000 copie vendute nella prima settimana, l'album rappresenta il miglior successo di critica e di vendita nei primi sette giorni del gruppo.

## Tracce
1. The Affidavit - 0:25
2. X-Ray Visions - 3:42
3. Firebirds! - 3:00
4. A Quick Death in Texas - 3:57
5. Sucker for the Witch - 3:21
6. Your Love Is Incarceration - 3:14 Clutch & Machine
7. Doom Saloon - 1:12
8. Our Lady of Electric Light - 3:51
9. Noble Savage - 2:49
10. Behold the Colossus - 3:51
11. Decapitation Blues - 3:11
12. Son of Virginia - 7:15

## Formazione
- Neil Fallon – voce, chitarra
- Tim Sult – chitarra
- Dan Maines – basso
- Jean-Paul Gaster – batteria, percussioni